# Шеври ан Серен
Шеври ан Серен (фр. Chevry-en-Sereine) је насељено место у Француској у региону Париски регион, у департману Сена и Марна.
По подацима из 2011. године у општини је живело 507 становника, а густина насељености је износила 22,23 становника/km².

## Демографија
| 1962. | 1968. | 1975. | 1982. | 1990. | 2011. |
| ----- | ----- | ----- | ----- | ----- | ----- |
| 346   | 318   | 305   | 345   | 383   | 507   |